# Мікі Руні
Мікі Руні (англ. Mickey Rooney, справжнє ім'я Джозеф Юл молодший (англ. Joseph Yule, Jr.; 23 вересня 1920 — 6 квітня 2014) — американський актор, який під час Другої світової війни зображував жвавого, винахідливого підлітка. Чотири рази номінувався на «Оскара» і двічі отримав його (1939 та 1983) за особистий внесок у розвиток кіно. Внесений до книги рекордів Гіннесса як рекордсмен за тривалістю акторської кар'єри.

## Біографія
Руні народився у родині акторів, які з 15 місяців почали виводити його на сцену, а у віці 6 років він вже почав зніматися у кіно. До 1932 року, коли він обрав нове прізвище — Руні, встиг зіграти у півсотні малобюджетних комедій під сценічним іменем Мікі Макгуайр. 1935 року зіграв Пека в екранізації драми Шекспіра «Сон у літню ніч», яку зняв Макс Рейнхардт. Ця робота багато років слугувала еталоном для всіх акторів-підлітків наступних поколінь. Наприкінці 1930 років Мікі Руні стає одним з королів касових зборів, поєднуючи зйомки у мюзиклах з Джуді Гарленд із виконанням ролі сільського парубка Енді Харді у сентиментальних комедіях, присвячених життю провінційної Америки. Одразу після досягнення повноліття взяв шлюб з Авою Гарднер. Взагалі одружувався вісім разів. Його четверта дружина та мати його чотирьох дітей Керолін Мітчелл була вбита другом родини. Тоді ж Руні отримав спеціальний «Оскар» за внесення на екран духу юності та виконання ролей підлітків. Під час Другої світової війни Руні було призвано до війська, але після закінчення війни він не зміг повернути колишнього успіху, оскільки на ролі підлітків більше не підходив за віком. Його останнім касовим успіхом став фільм «Національний оксамит» (1944) з Елізабет Тейлор. Спроби створити власну студію привели Руні до банкрутства. Заради сплати боргів він погоджувався на будь-які ролі, знімався на телебаченні, з 1979 року виступав на Бродвеї. Саме телевізійні роботи принесли йому премії «Еммі» та «Золотий глобус».

## Фільмографія
- 1933 — Шеф / The Chief
- 1933 — Велика клітка / The Big Cage
- 1933 — Бродвей в Голлівуді / Broadway to Hollywood
- 1935 — О, дикість! / Ah, Wilderness!
- 1935 — Сон літньої ночі / A Midsummer Night's Dream
- 1936 — Юний лорд Фонтлерой / Little Lord Fauntleroy
- 1936 — Диявол у спідниці / The Devil Is a Sissy
- 1937 — Корабель невільників / Slave Ship
- 1937 — Відважні капітани / Captains Courageous
- 1938 — Голлівудська перешкода / Hollywood Handicap
- 1938 — З однієї стайні / Stablemates
- 1944 — Національний оксамит / National Velvet
- 1961 — Сніданок у Тіффані / Breakfast at Tiffany's
- 1977 — Дракон Піта / Pete's Dragon
- 1979 — Арабські пригоди / Arabian Adventure
- 1991 — Тиха ніч, смертельна ніч 5 / Silent Night, Deadly Night 5: The Toy Maker
- 1995 — Бейб: Чотириногий малюк / Babe
- 2006 — Ніч у музеї / Night at the Museum
- 2011 — Ніч у музеї: Секрет гробниці / Night at the Museum: Secret of the Tomb